# Robert Rivière
Pour les articles homonymes, voir Rivière (homonymie).
Robert Rivière (Londres, 30 juin 1808 - Londres, 12 avril 1882) est un relieur britannique de déscendance huguenote.

## Biographie
Rivière descend d'une famille française qui quitta la France à la suite de la révocation de l'édit de Nantes. Son père Daniel Valentine Rivière (1780-1854), était un maître de dessin de grande notoriété, médaillé d'or de la Royal Academy, marié en 1800 à Henrietta Thunder avc laquelle il eut cinq fils et six filles. L'ainé et le troisième fils, William et Henri, furent tous les deux peintres. L'aînée des filles, Anne, devint la seconde épouse du compositeur Henry Rowley Bishop et fut une chanteuse renommée.

## Travail, signatures
Les reliures de Rivière peuvent être datées approximativement d'après le tampon à l'intérieur de la couverture frontale : 
- Bound by R. Riviere, Bath : 1829–32
- Bound by R. Riviere : 1832–40
- Bound by Riviere : 1840–c.1860
- Bound by Riviere & Son : après 1880.

## Galerie

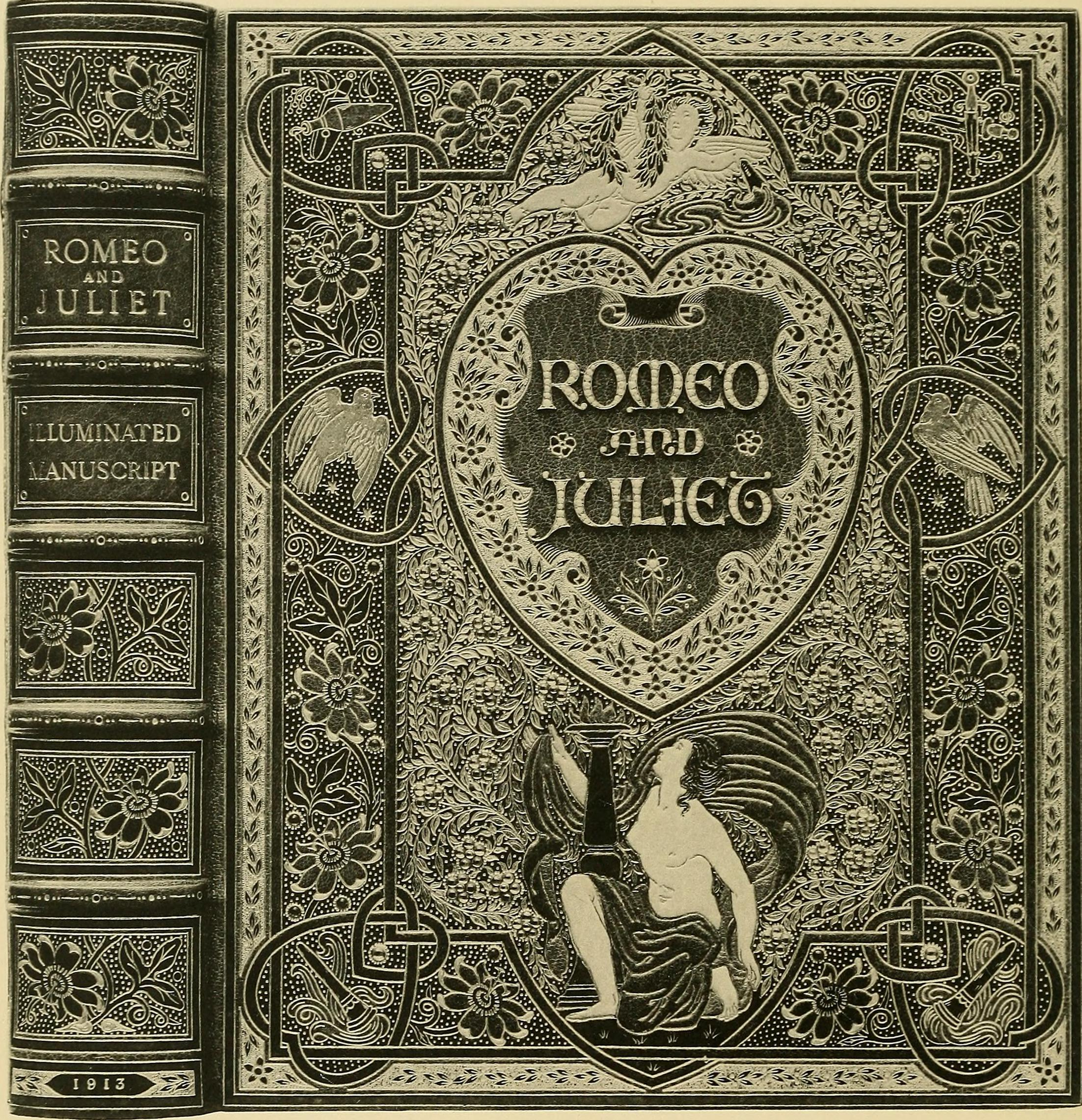
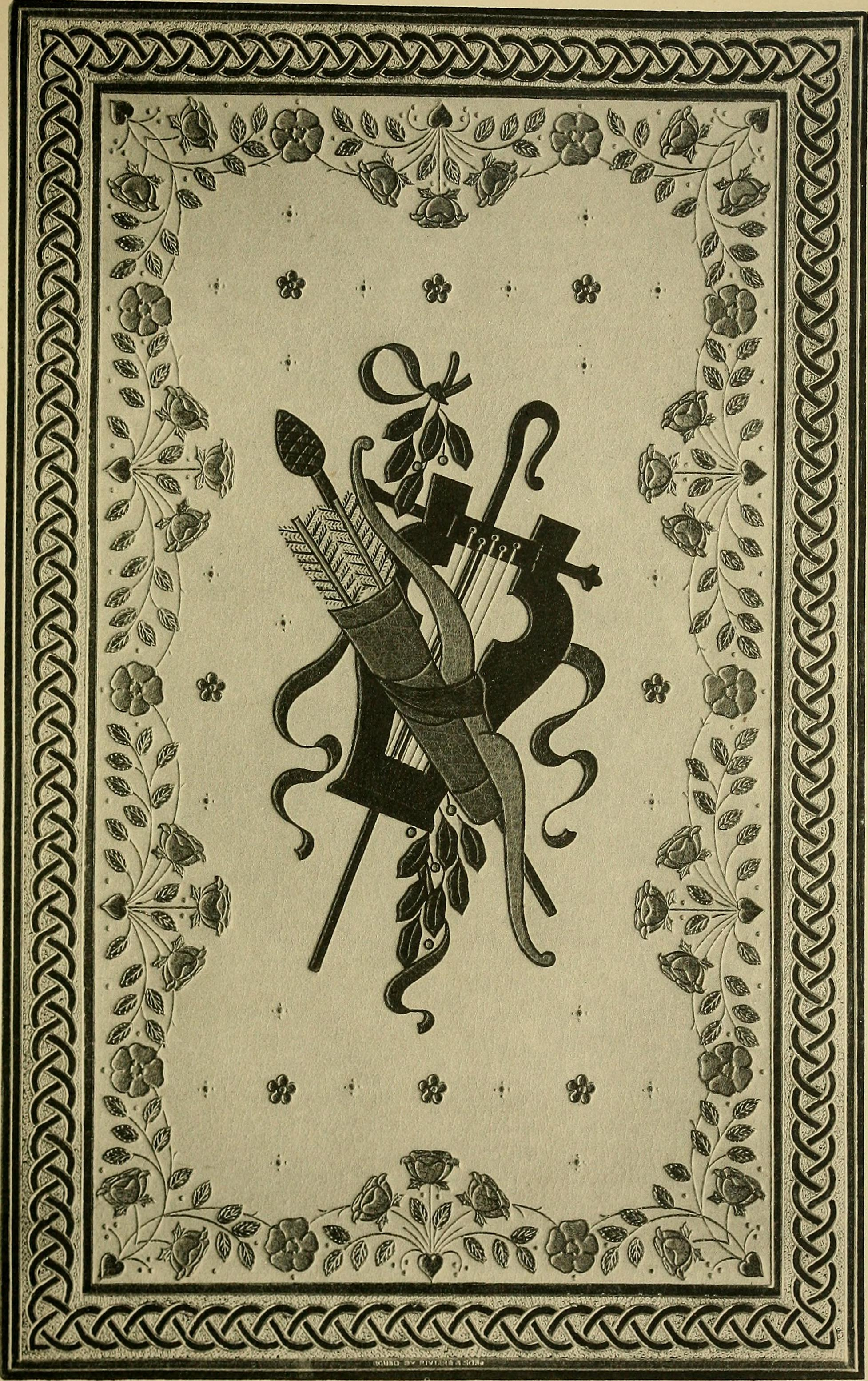
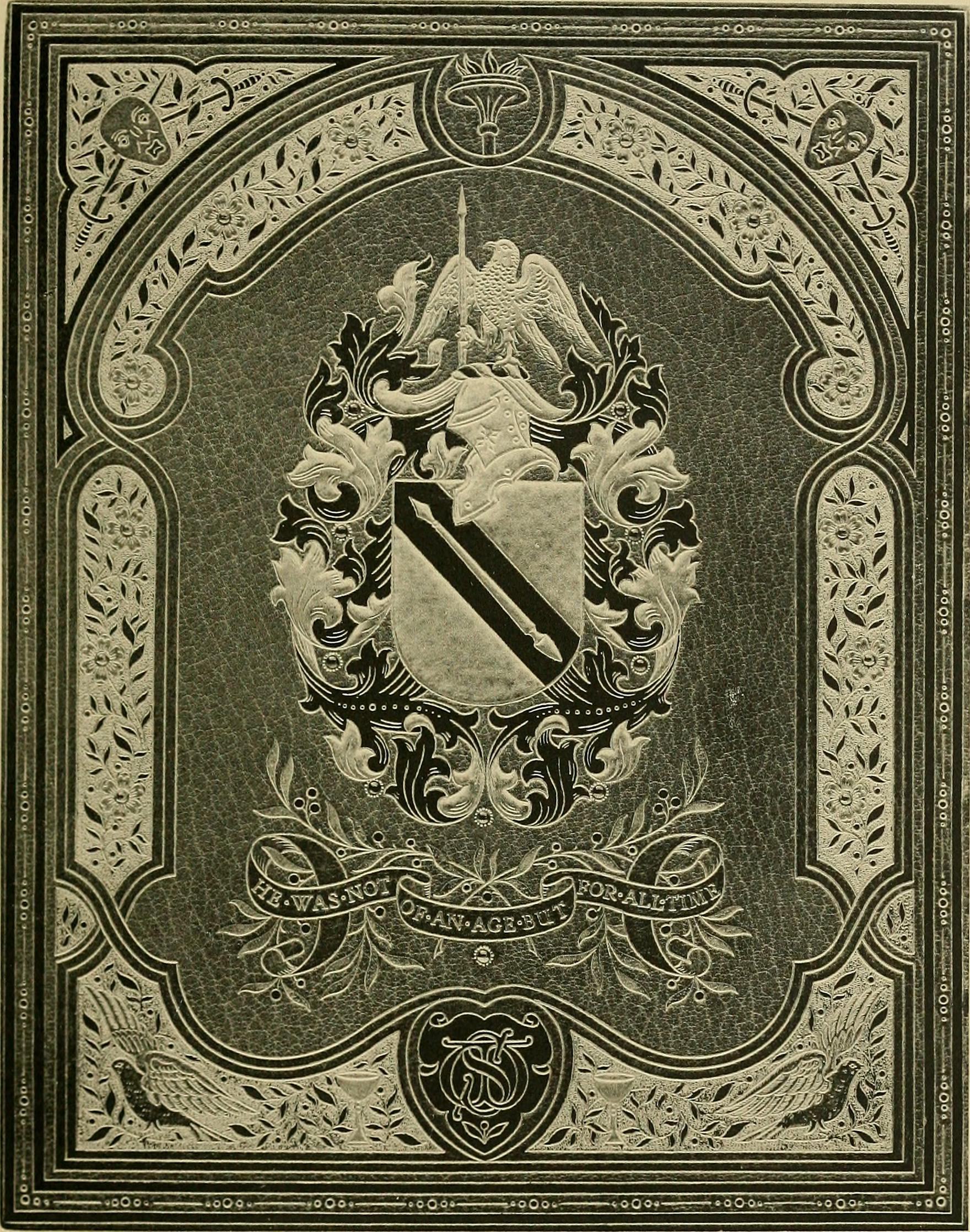
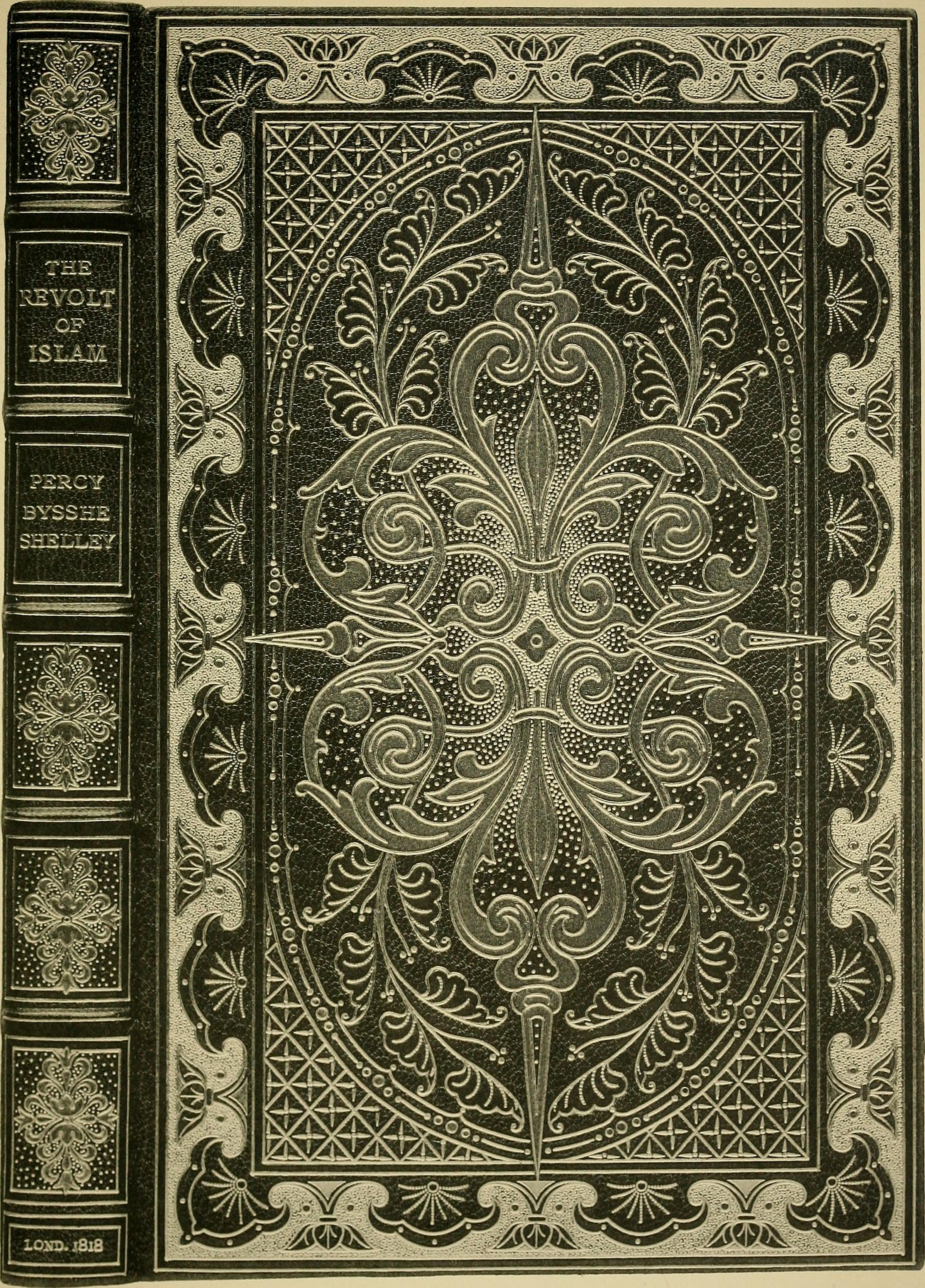

## Collections
- Bibliothèque nationale de France
- Bibliothèque du Congrès
- Smithsonian Institution